# Plaubelia sprengelii
Plaubelia sprengelii là một loài Rêu trong họ Pottiaceae. Loài này được (Schwägr.) R.H. Zander miêu tả khoa học đầu tiên năm 1993.